# Gavião (Vila Nova de Famalicão)
Gavião is een plaats (freguesia) in de Portugese gemeente Vila Nova de Famalicão en telt 3729 inwoners (2001).